# تانکافاترا
تانکافاترا (به لاتین: Tankafatra) یک منطقهٔ مسکونی در ماداگاسکار است که در آندراماسینا واقع شده‌است. تانکافاترا ۶٬۸۶۷ نفر جمعیت دارد و ۱٬۵۱۹ متر بالاتر از سطح دریا واقع شده‌است.